# Tom and Jerry Tales
Tom and Jerry Tales (no Brasil e em Portugal: As Aventuras de Tom e Jerry) é uma série de desenho animado estadunidense produzida pela Warner Bros. Animation e exibida pela Kids' WB que foi exibida originalmente entre 2006 e 2008. Esta série é baseada nas animações clássicas de Tom e Jerry, porém as histórias tendem a focar mais em temas de fantasia e ficção científica com um estilo de humor mais nonsense e surreal comparado as outras versões. É desenvolvida por Joseph Barbera, Rob LaDuca e Jeff Davison.

## Dublagem Brasileira
- Dona do Tom: Melisa Maia
- Espeto: Ana Lúcia Menezes
- Butch: Mário Monjardim / Alexandre Moreno
- Spike: Júlio Chaves
- Droopy: Carlos Seidl / Mauro Ramos
- Estúdio de Dublagem: Herbert Richers, Rio de Janeiro

## Televisão

### Estados Unidos
Foi transmitida originalmente pelo canal Kids' WB.

### Brasil
No Brasil, foi exibida pelo Cartoon Network e atualmente é reprisada pelo Boomerang e Foi exibido no canal Cine+ da SBA enquanto na televisão aberta a série parou de exibir no SBT desde de 2017, para substutuir o The Tom and Jerry Show lançado em 2014 dentro do bloco Bom Dia & Companhia Sua dublagem brasileira foi feita pela Herbert Richers e usada em todas as emissoras. O desenho foi colocado de volta no SBT no Sábado Animado em 2023.
A série é exibida atualmente no Tooncast, desde 2021.

### Portugal
Em Portugal, a série estreou na RTP2 em 2009, no Zig Zag, com uma dobragem portuguesa. Em 26 de abril de 2018 começou a ser reexibido no Boomerang, com uma nova dobragem portuguesa.
A dobragem portuguesa da RTP foi feita dos estúdios RTP e a do Boomerang foi feita nos estúdios On Air.

## Personagens
A série tem como protagonista titulares os personagens Tom (o gato) e Jerry (o rato) em seus respectivos papéis de rivais, embora nesta versão Tom demonstra uma rivalidade que vai muito mais além do que exterminar Jerry de sua casa. A Dona do Tom faz aparições frequentes como uma mulher moderna e branca que muitas vezes é indecisa e frequentemente faz viagens levando Tom (e Jerry normalmente escondido) juntos. Spike também aparece sem a companhia de seu filho Tyke e muitas vezes rivaliza com o Tom, porém não é mais tão violento quanto nas versões clássicas. O gato preto Butch também aparece como rival de Tom em alguns episódios. Nibbles, o sobrinho de Jerry também faz algumas aparições como um personagem falante tal como Spike e Butch. Droopy também é visto fazendo umas poucas aparições no desenho geralmente sendo atormentado por Tom. 

## Episódios

### Temporadas
| Temporada | Temporada | Episódios | Exibição original      | Exibição original       |
| --------- | --------- | --------- | ---------------------- | ----------------------- |
|           | 1         | 13        | 23 de setembro de 2006 | 11 de fevereiro de 2007 |
|           | 2         | 13        | 10 de outubro de 2007  | 27 de março de 2008     |

### 1ª Temporada (2006-2007)
| #S | #T | Título Título original | Exibição original       | Código de Produção |
| -- | -- | --- | ----------------------- | ------------------ |
| 1  | 1  | "Ho, Ho Horrores / Esporte Radical / Fome Demais Para Peixe de Menos" "Ho, Ho Horrors / Doggone Hill Hog / Northern Light Fish Fight (Tema: Neve e Gelo)" | 23 de setembro de 2006  | 101                |
| 2  | 2  | "Artista de Rua / Chuva de Ovos / Tio Pecos - O Retorno" "Way-Off Broadway / Egg Beats / Cry Uncle (Tema: Musica)"                                        | 30 de setembro de 2006  | 102                |
| 3  | 3  | "Os Manobristas / Um Mala Carregador de Malas / A Guerra do Ferro-Velho" "Joy Riding Jokers / Cat Got Your Luggage? / City Dump Chumps (Tema: Cidade)"    | 7 de outubro de 2006    | 103                |
| 4  | 4  | "O Tigre Está Solto / Hora da Bóia / Perigo Polar" "Tiger Cat / Feeding Time / Polar Peril (Tema: Animais)"                                               | 14 de outubro de 2006   | 104                |
| 5  | 5  | "Polvo Romântico / Sai da Minha Praia / O Mapa do Tesouro" "Octo Suave / Beach Bully Bingo / Treasure Map Scrap (Tema: Mar)"                              | 19 de novembro de 2006  | 105                |
| 6  | 6  | "O Caçador / Ameaça Medieval / A Dança do Coça-Coça" "Fire Breathing Tom Cat / Medieval Menace / The Itch (Tema: Conto de Fadas)"                         | 26 de novembro de 2006  | 106                |
| 7  | 7  | "Dilema Digital / A Robôa / Gato a Jato" "Digital Dilemma / Hi, Robot / Tomcat Jetpack (Tema: Tecnologia)"                                                | 3 de dezembro de 2006   | 107                |
| 8  | 8  | "O Apeixonado / Os Fantasmas / Abracabum" "Piranha Be Loved By You / Spook House Mouse / Abracadumb (Tema: Parques)"                                      | 10 de dezembro de 2006  | 108                |
| 9  | 9  | "Bat-Jerry / A Faxina / O Segredo da Tumba" "Bats What I Like About the South / Fraidy Cat Scat / Tomb It May Concern (Tema: Terror)"                     | 17 de dezembro de 2006  | 109                |
| 10 | 10 | "Nebulosa Gato / Rato Marciano / Um Gato Solto no Espaço" "Cat Nebula / Martian Mice / Spaced Out Cat (Tema: Espaço)"                                     | 24 de dezembro de 2006  | 110                |
| 11 | 11 | "Mamãe / A Deusa de Fogo / Pré-Histéricos" "Din-O-Sores / Freaky Tiki / Prehisterics (Tema: Pré-História)"                                                | 31 de janeiro de 2007   | 111                |
| 12 | 12 | "Desconstrução / Empreitada Furada / Gato Britadeira" "Destruction Junction / Battle of the Power Tools / Jackhammered Cat (Tema: Construção)"            | 4 de fevereiro de 2007  | 112                |
| 13 | 13 | "O Felino do Futuro / Tom, o Malhador / É Chato ser Famoso" "Tin Cat of Tomorrow / Beefcake Tom / Tomcat Superstar (Tema: Tom)"                           | 11 de fevereiro de 2007 | 113                |

### 2ª Temporada (2007-2008)
| #S | #T | Título Título original | Exibição original       | Código de Produção |
| -- | -- | --- | ----------------------- | ------------------ |
| 14 | 1  | "Perdendo a Paciência / Gênio Genial / O Feitiço Virou Contra o Feiticeiro" "Zent Out of Shape / I Dream of Meanie / Which Witch! (Tema: Magia)"                                               | 10 de outubro de 2007   | 201                |
| 15 | 2  | "Assombrossos Amigos / Ninguém me Pega / Super-Tom" "More Powers to You / Catch Me Though You Can't / Power Tom (Tema: Super-Heróis e Super Poderes)"                                          | 17 de outubro de 2007   | 202                |
| 16 | 3  | "Animais Nada de Estimação / Esposição Catastrófica / O Encantador de Gatos" "Don't Bring Your Pet to School Day / Cat Show Catastrophe / The Cat Whisperer with Casper Lombardo (Tema: Pets)" | 24 de outubro de 2007   | 203                |
| 17 | 4  | "As Aventuras de Um Pinguim / O Incrível Jerry / Amor Selvagem" "Adventures in Penguin Sitting / Cat of Prey / Jungle Love (Tema: Animais)"                                                    | 31 de outubro de 2007   | 204                |
| 18 | 5  | "Os Invasores de Bobos / Convenção de Monstros / Bem-Vindo à Floresta Maldita" "Invasion of the Body Slammers / Monster Con / Over the River and Boo the Woods (Tema: Halloween)"              | 1 de novembro de 2007   | 205                |
| 19 | 6  | "Problema Radical / Salvem os Salva-Vidas / O Pé Grande" "Xtreme Trouble / A Life Less Guarded / Sasquashed (Tema: Atividade ao Ar Livre)"                                                     | 8 de novembro de 2007   | 206                |
| 20 | 7  | "Um Dia da Caça, Outro do Caçador / Liga dos Gatos / O Espantalho" "Summer Squashing / League of Cats / Little Big Mouse (Tema: Juntando-se Contra o Inimigo)"                                 | 15 de novembro de 2007  | 207                |
| 21 | 8  | "Thomas, o Craque do Futebol / Olha a Onda / O Instrutor" "Bend It Like Thomas / Endless Bummer / Game Set Match (Tema: Esporte)"                                                              | 22 de dezembro de 2007  | 208                |
| 22 | 9  | "A Declaração de Independência / O Primeiro Rato Aviador / Gato 24 Quilates" "The Declaration of Independunce / Kitty Hawked / 24 Karat Kat (Tema: História)"                                  | 29 de dezembro de 2007  | 209                |
| 23 | 10 | "A Fera do Hockey / Mudança de Estação / O Abominável Rato das Neves" "Hockey Schtick / Snow Brawl / Snow Mouse (Tema: Inverno)"                                                               | 6 de fevereiro de 2008  | 210                |
| 24 | 11 | "DJ Jerry / Blues do Bichado / Fiasco Flamenco" "DJ Jerry / Kitty Cat Blues / Flamenco Fiasco (Tema: Musica e Cultura)"                                                                        | 13 de fevereiro de 2008 | 211                |
| 25 | 12 | "Reunião de Família / Cangu-Rato / Macaquice" "You're Lion / Kangadoofus / Monkey Chow (Tema: Animais em Torno do Mundo)"                                                                      | 13 de março de 2008     | 212                |
| 26 | 13 | "Jogo de Gato e Rato / As Babás / Quem Pesca Quem?" "Game of Mouse & Cat / Babysitting Blues / Catfish Follies (Tema: Inversão de Papéis/ Predador e Presa)"                                   | 27 de março de 2008     | 213                |

## Video Game
Em novembro de 2006, um vídeo game baseado no desenho tem realizado pela Nintendo DS e o Game Boy Advance. Você tem que jogar com o Jerry para escapar do Tom. O Jogo foi baseado do episódio "A Robô".